# باري جوردن
باري جوردن (بالإنجليزية: Barry Gordon)‏ (و. 1948 – م) هو ممثل، ومغن، وسياسي، وممثل مسرحي، وممثل أفلام، وممثل تلفزيوني، ونقابي من الولايات المتحدة الأمريكية. وهو عضواً في الحزب الديمقراطي الأمريكي.

## روابط خارجية
- باري جوردن على موقع IMDb (الإنجليزية)
- باري جوردن على موقع ألو سيني (الفرنسية)
- باري جوردن على موقع ميوزك برينز (الإنجليزية)
- باري جوردن على موقع قاعدة بيانات برودواي على الإنترنت (الإنجليزية)
- باري جوردن على موقع قاعدة بيانات الأفلام السويدية (السويدية)
- باري جوردن على موقع ديسكوغز (الإنجليزية)
- باري جوردن على موقع قاعدة بيانات الفيلم (الإنجليزية)
- باري جوردن على موقع كينوبويسك (الروسية)